# Chelonus chrysogaster
Chelonus chrysogaster är en stekelart som beskrevs av Mccomb 1968. Chelonus chrysogaster ingår i släktet Chelonus och familjen bracksteklar. Inga underarter finns listade i Catalogue of Life.